# Nhái bầu bụng hoa
Nhái bầu bụng hoa hay nhái bầu hoa cương (tên khoa học: Nanohyla marmorata) là một loài ếch trong họ Nhái bầu. Chúng được tìm thấy ở Lào và Việt Nam.
Các môi trường sống tự nhiên của chúng là các khu rừng ẩm ướt, đất thấp nhiệt đới hoặc cận nhiệt đới, các khu rừng vùng núi ẩm nhiệt đới hoặc cận nhiệt đới, và sông. Loài này không được xem là bị đe dọa theo IUCN.

## Phân loại
N. marmorata trước đây được đặt trong chi Microhyla, nhưng một nghiên cứu năm 2021 sử dụng bằng chứng hình thái học và phát sinh loài đã di chuyển chín loài (bao gồm N. marmorata) đến một chi mới, Nanohyla.
N. marmorata được mô tả vào năm 2004 cùng với một loài khác, Microhyla pulverata; tuy nhiên, M. pulverata nay được tin là một junior synonym của N. marmorata dựa trên bằng chứng phát sinh loài.